# 马羚
參數所指定的目標頁面不存在，建議更正成存在頁面或直接建立下列一個頁面（建立前請先搜尋是否有合適的存在頁面可以取代）：
- 马羚 (演员)

马羚（学名：Hippotragus equinus）是生活在西非、中非、东非和南非的一种草原羚羊，属于马羚亚科马羚属。
肩高约为1.5米，体重250千克。体色为红棕色，腹部颜色较浅，眉、面颊为白色，脸部为黑色。雌性颜色浅些。长有短鬃毛，浅色胡须和突出的红色鼻孔。角上带环，微向后，雄性可达1米长，雌性稍短。
马羚以中等长度的草为食，一般组成5-15只的种群，由一头公马羚率领。